# Unnamalaikadai
Unnamalaikadai es una ciudad y nagar Panchayat situada en el distrito de Kanyakumari en el estado de Tamil Nadu (India). Su población es de 23656 habitantes (2011). Se encuentra a 45 km de Thiruvananthapuram y a 75 km de Tirunelveli. 

## Demografía
Según el censo de 2011 la población de Unnamalaikadai era de 23656 habitantes, de los cuales 11795 eran hombres y 11861 eran mujeres. Unnamalaikadai tiene una tasa media de alfabetización del 92,25%, superior a la media estatal del 80,09%: la alfabetización masculina es del 94,96%, y la alfabetización femenina del 89,59%.